# Международный конкурс скрипачей имени Анри Марто
Международный конкурс скрипачей имени Анри Марто (нем. Internationaler Violinwettbewerb Henri Marteau) — соревнование исполнителей академической музыки, проходящее начиная с 2002 года в баварском городке Лихтенберг. Носит имя скрипача Анри Марто, на протяжении нескольких десятилетий жившего и работавшего в этом городе.
Конкурс учреждён в 2002 году и проходит каждые три года. Начиная с третьего конкурса пользуется муниципальной поддержкой. Жюри конкурса возглавляет дирижёр Гилберт Варга, среди членов жюри в разные годы были Ванда Вилкомирская, Игор Озим, Илья Калер. В финальном туре выступления конкурсантов сопровождает Хофский симфонический оркестр. Начиная с 2011 года в программу второго тура входит заказанная конкурсом композиция; в 2011 году её написал Фазыл Сай, в 2014-м — Стивен Макки.

## Лауреаты
- 2002: Андреас Янке (Германия/Япония) — старшая группа, Юки Мануэла Янке (Германия/Япония) — младшая группа
- 2005: Штефан Тарара (Германия) — старшая группа, Даная Папаматтеу-Мачке (Греция) — младшая группа
- 2008: Андрей Баранов (Россия)
- 2011: Тобиас Фельдман (Германия)
- 2014: Федор Рудин (Франция/Россия)